# Ludviga Pukas
Ludviga Pukas, detta Nina (1902 – 1984), è stata una donna ucraina, riconosciuta come giusta tra le nazioni da Yad Vashem per aver salvato due bambini ebrei durante l'Olocausto facendoli passare per figli suoi.

## Biografia
Nel 1937 Ludviga Pukas lasciò la sua città natale e si trasferì a Proskurov (oggi Chmel'nyc'kyj), dove trovò lavoro come domestica di Frima Sternik, un'insegnante ebrea di scuola superiore che viveva con i figli Eldina, 4 anni, e Gennadiy, un anno. Col tempo, le due donne divennero buone amiche, e, anche dopo la nascita della figlia Galya nel 1940, Ludviga continuò a lavorare per Frima.
Quando i nazisti occuparono Proskurov il 7 luglio 1941, la casa dei Sternik fu data alle fiamme con tutti i loro averi, e quando Frima andò a fare domanda per dei nuovi documenti di identità, decise di registrare Gennadiy ed Eldina come figli della Pukas, per evitare loro le persecuzioni antiebraiche. Ludviga si trasferì allora con i tre bambini in un nuovo appartamento; inizialmente visse con lei anche la Sternik, ma poi, a causa dei sospetti dei vicini, quest'ultima si sentì in dovere di trasferirsi nel ghetto locale, per non mettere a rischio le loro vite. Alla vigilia della liquidazione del ghetto di Proskurov, alla fine del 1942, Ludviga mandò l'amica a casa di suo fratello, sita in un villaggio vicino, ma mentre si stava recando lì, Frima Sternik fu catturata e uccisa.
Dopo la liquidazione del ghetto, la polizia si recò a casa della Pukas alla ricerca di ebrei in clandestinità e arrestò una donna ebrea che aveva chiesto aiuto a Ludviga. La donna riuscì a convincere la polizia sul fatto che la Pukas non sapesse di ospitare un'ebrea, ma i poliziotti setacciarono comunque l'appartamento alla ricerca di altri ebrei, ignari del fatto che due di loro, i figli della Sternik, erano proprio sotto i loro occhi.
Il 25 marzo 1944, l'Armata Rossa liberò Proskurov e, nel settembre dello stesso anno, Gennadiy ed Eldina tornarono a frequentare la scuola. In seguito riuscirono a contattare le loro zie, ma si rifiutarono di lasciare la Pukas fino a quando non avessero completato gli studi, negli anni cinquanta, poiché consideravano Ludviga come una madre. La donna morì nel 1984, e dieci anni dopo, l'11 settembre 1994, fu riconosciuta come giusta tra le nazioni da Yad Vashem.